# 克斯廷·格绍
克斯廷·格绍（德語：Kerstin Gerschau，1958年1月26日—），德国女子竞技体操运动员。她曾代表东德参加1976年夏季奥林匹克运动会体操比赛，获得女子团体全能铜牌。